# Ланца, Франческо
Франческо Ланца (итал. Francesco Lanza; 1783 — 31 декабря 1861, Неаполь) — итальянский пианист, композитор и музыкальный педагог. Сын дирижёра и композитора Джузеппе Ланца, брат Джезуальдо Ланца.
Учился у своего отца, который с 1792 г. жил и работал в Лондоне, а затем у Джона Филда. Автор салонной фортепианной и вокальной музыки, фортепианных переложений (в том числе оперы своего брата «Пустыни Аравии», 1806). Особой популярностью пользовалось выполненное Ланца фортепианное переложение каватины «O cara memoria» из оперы Микеле Карафа «Адель ди Лузиньян». В 1809 г. в Лондоне с успехом прошла премьера балета Ланца «Багдадский калиф» (англ. The caliph of Bagdad) в постановке Огюста Вестриса.
В 1817 году Ланца вернулся в Неаполь и добавил к своей исполнительской и композиторской деятельности педагогическую. В 1827 г. директор неаполитанской консерваторию Сан-Пьетро-а-Майелла Николо Дзингарелли предложил ему возглавить кафедру фортепиано в консерватории. Ланца долго отказывался, полагая, что условия для этого совершенно не подготовлены, но в 1830 г. всё же приступил к работе. В Неаполе Ланца внедрил классически рафинированную технику и стиль Муцио Клементи. Он считается основоположником неаполитанской пианистической школы. Среди его учеников, в частности, Джузеппе Лилло, Костантино Палумбо, Франческо Симонетти. Пианистами стали и сыновья Ланца, Федерико и Франческо-младший.